# 豊平晋一
豊平 晋一（とよひら しんいち、1957年5月18日 - ）は、鹿児島県出身の元プロ野球選手。ポジションは三塁手、外野手。

## 来歴・人物
鹿児島県から野球留学し、岐阜県の中京商業高等学校に入学。1年下のエース今岡均を擁し、四番打者、三塁手として1975年夏の甲子園に出場。1回戦で有賀佳弘のいた早実高を完封で降すなど勝ち進み、準々決勝に進出。しかし広島商の山村力人（東洋大－三菱重工広島）に完封を喫する。広島商には遊撃手の谷真一がいた。同年の全日本高校選抜チームによる米国西海岸・ハワイ遠征にも今岡とともに選出される。
1975年のドラフト会議で阪神から6位指名され入団。長距離打者として期待されたが一軍公式戦には出場がなく、1980年限りで引退。

## 詳細情報

### 年度別打撃成績
- 一軍公式戦出場無し

### 背番号
- 38 （1976年 - 1980年）